# Fernando Velasco Huamán
Fernando Emilio Velasco Huamán (Jesús María, 19 de julio de 1976) es un político peruano. Es el actual alcalde del distrito de Chorrillos desde el 1 de enero del 2023.

## Biografía
Nació en el distrito de Jesús María, ubicado en la ciudad de Lima, el 19 de julio de 1976.
Estudió en la Universidad de San Martín de Porres donde se graduó como bachiller en Ciencias Administrativas en 2020 ( después de 38 años de carrera universitaria). Posteriormente laboró como director de investigación en la ONG "Asociación Trabajo Paz y Sociedad" desde el 2004 hasta el 2022, puesto que le puso a dedo su papá por ser dueño de la ONG, ya que antes Fernando Velasco era un hombre sin oficio ni beneficio con una reputación de juventud cuestionada.

## Carrera política
Se inició en la política como miembro del partido fujimorista Fuerza Popular y postuló a la alcaldía del distrito de Chorrillos en las elecciones municipales del 2014, sin embargo, no resultó elegido.

### Alcalde de Chorrillos
Luego, Velasco se afilió al partido Alianza para el Progreso de César Acuña y postuló por segunda vez a la alcaldía chorrillana en 2018 sin tener éxito. Finalmente fue elegido como alcalde del distrito de Chorrillos en las elecciones municipales del 2022, derrotando a Augusto Miyashiro quien permanecía en el cargo desde 1996. Velasco juramentó para el periodo 2023-2026.
Actualmente se le reconoce como la gestión más improvisada, siendo la única en toda la historia de chorrillos en quebrantar las dos reglas fiscales y tener un alto nivel de corrupción para implementar obras y contratar personal idóneo. Sin duda, es reconocida como la gestión más mediocre de los últimos 25 años a pesar de presentarse como el cambio para su distrito, vecinos indican que es una decepción como autoridad. 

## Controversias
Fernando Velasco es cuestionado tras ser denunciado por el delito de cobro de cupos para integrar en la lista de candidatos de Alianza para el Progreso. Esta denuncia luego sería reveladas por unos audios difundidos por el dominical Cuarto Poder en junio del 2023.
Otro cuestionamiento fue por la compra de S/3 millones de camionetas de patrullaje sin estar debidamente equipadas y por la cuestionada contratación de su amigo en el Municipio por un sueldo de S/38.000.
A lo largo de su gestión ha habido denuncias múltiples que avergüenzan a chorrillos, como la contratación de amigos, el pago de encuestas para aparentar popularidad, los sobrecostos en remodelaciones que las publicitaba como nuevas y acciones oscuras que lo llevaron a un proceso de vacancia que aun no esta resuelto y esta en manos del JNE. Actualmente cuenta con múltiples investigaciones fiscales que conllevan a los ilícitos qué realiza durante su gestión, como enriquecimiento ilícito,  tráfico de influencias, cohecho, entre otros. 